# Sân bay Vu Hồ
Sân bay Vu Hồ là sân bay quân sự của không quân Trung Quốc, nằm ở Vu Hồ, Trung Quốc.